# 9. ceremonia wręczenia nagród Brytyjskiej Akademii Filmowej
9. ceremonia rozdania nagród Brytyjskiej Akademii Sztuk Filmowych i Telewizyjnych.
 Najwięcej statuetek otrzymał film Jak zabić starszą panią (4).

## Laureaci
Laureaci oznaczeni są wytłuszczeniem

### Najlepszy film
- Ryszard III
- Czarny dzień w Black Rock
- Czarna Carmen
- Ucieczka z Colditz
- Nocny nalot
- Na wschód od Edenu
- Jak zabić starszą panią
- Marty
- The Night My Number Came Up
- The Prisoner
- Siedmiu samurajów
- Simba
- La strada
- Urlop w Wenecji

### Najlepszy aktor
- Ernest Borgnine − Marty
- James Dean − Na wschód od Edenu
- Jack Lemmon − Mister Roberts
- Frank Sinatra − Za wszelką cenę
- Toshirō Mifune − Siedmiu samurajów
- Takashi Shimura − Siedmiu samurajów

### Najlepszy brytyjski aktor
- Laurence Olivier − Ryszard III
- Alfie Bass − Płaszcz na zamówienie
- Kenneth More − Piekielna głębia
- Michael Redgrave − The Night My Number Came Up
- Jack Hawkins − The Prisoner
- Alec Guinness − The Prisoner

### Najlepsza aktorka
- Betsy Blair − Marty
- Dorothy Dandridge − Czarna Carmen
- Grace Kelly − Dziewczyna z prowincji
- Julie Harris − I Am a Camera
- Marilyn Monroe − Słomiany wdowiec
- Judy Garland − Narodziny gwiazdy
- Giulietta Masina − La strada
- Katharine Hepburn − Urlop w Wenecji

### Najlepsza brytyjska aktorka
- Katie Johnson − Jak zabić starszą panią
- Margaret Lockwood − Cast a Dark Shadow
- Deborah Kerr − Koniec romansu
- Margaret Johnston − Touch and Go

### Najlepszy brytyjski film
- Ryszard III
- The Colditz Story
- Nocny nalot
- Jak zabić starszą panią
- The Night My Number Came Up
- The Prisoner
- Simba

### Najlepszy brytyjski scenariusz
- William Rose − Jak zabić starszą panią